# Whitley Chapel
Whitley Chapel – wieś w Anglii, w hrabstwie Northumberland. Leży 34 km na zachód od miasta Newcastle upon Tyne i 401 km na północ od Londynu.